# Natalia Serdán
Natalia Serdán Alatriste (Puebla de Zaragoza, México, 29 de mayo de 1875 - Ciudad de México 1936)fue una precursora de la Revolución mexicana junto con sus hermanos Carmen, Aquiles y Máximo Serdán.

## Biografía
Fue la segunda hija del matrimonio de Manuel Serdán Guanes y Carmen Alatriste hija del general Miguel Cástulo Alatriste exgobernador del Estado de Puebla en dos ocasiones, 1857 y 1861. Natalia fue hermana de Carmen, Aquiles y Máximo Serdán Alatriste. Tuvo que abandonar sus estudios de piano al morir su padre. El 29 de julio de 1897 contrajo matrimonio con Manuel Sevilla Rosales.

## Participación en los hechos de Santa Clara
Natalia no solo fue el sostén de sus hermanos en el lapso que se dedicaron a preparar el movimiento revolucionario, sino que facilitó su casa de la calle de Portería de Santa Clara, lugar donde sucedieron los hechos históricos que aceleraron el estallido de la revolución; además Natalia fue la que sacó a los hijos de Aquiles y cuyos momentos antes del ataque de los soldados del gobierno, casada con el abogado de apellidos Sevilla Flores quien ganó el litigio por intestado convirtiéndose en propietario del mencionado inmueble.
Natalia pagó abogados para defender a su hermana Carmen y su cuñada, esposa de Aquiles quienes permanecían en la cárcel por alterar el orden durante los Hechos del 18 de noviembre en Puebla.  
Con el tiempo, los descendientes de Natalia donaron el inmueble hoy conocido como "Casa de los Hermanos Serdán"; sin embargo, la casona nunca fue habitada por ellos. Natalia le rentaba a Aquiles un despacho, y en lo alto vivían inquilinos que dejaron cerrada toda la parte alta del inmueble antes de que la policía se presentara a desalojar a los revolucionarios de su hogar.